# Усекновение главы Иоанна Предтечи
Статья — о церковном праздновании. О славянской обрядности см. статью Головосек
Усекнове́ние главы́ Иоа́нна Предте́чи (др.-греч. Ἀποτομὴ τῆς Τιμίας Κεφαλῆς Ἰωάννου τοῦ Βαπτιστοῦ) — великий праздник в Православной церкви, совершаемый 29 августа (11 сентября) и посвященный памяти мученической смерти Иоанна Крестителя, которому по приказу тетрарха Галилеи Ирода отрубили голову.

## История праздника
История праздника связана с Евангельским повествованием. Три из четырех Евангелий сообщают о данном событии: Евангелие от Матфея в 14 главе, Евангелие от Марка в 6 главе, Евангелие от Луки в 9 главе; однако Лука не сообщает подробностей, как это делают Матфей и Марк, а только упоминает о самом факте: "И сказал Ирод: Иоанна я обезглавил" (Лк. 9, 9). После Крещения Иисуса Иоанн продолжает своё пророческое служение, обличая пороки и грехи, призывая народ к покаянию и указывая путь ко спасению через веру в истинного мессию — Христа-Спасителя. Под грозное обличение Иоанна попадает царь Ирод Антипа, который при живом брате Филиппе, отобрал у последнего жену — Иродиаду и взял её в супружество. Согласно закону Моисея это нарушение седьмой заповеди: не прелюбодействуй. Об этом и говорит открыто Иоанн царю Ироду. Ирод не терпит обличения и сажает Иоанна в темницу (тюрьму), оставляя на время Иоанна в живых, поскольку простой иудеиский народ почитал Иоанна и считал его величайшим пророком. Во время дня рождения Ирода дочь Иродиады Саломея исполняет пляску, которая очень понравилась пирующему Ироду. В награду за танец Ирод даёт клятву: дать своей падчерице всё, что она пожелает (даже до полцарства). Падчерица Ирода обращается с советом к своей родной матери Иродиаде. Иродиада научает дочь в награду за пляску попросить отрубленную голову Иоанна Предтечи на блюде. Узнав о просимом, Ирод опечалился; но ради клятвы, которую он дал перед своими вельможами, с которыми он пировал, Ирод выполняет пожелание. В тюрьму отправляется палач, отрубает голову Иоанну, а затем отрубленную голову на блюде приносят на пир и вручают дочери Иродиады. Ученики Иоанна погребают тело Предтечи. Данное событие и послужило причиной для установления этого христианского праздника.
В дальнейшем отцы Церкви в проповедях, а также в богослужебных текстах, посвященных смерти Иоанна, достаточно часто используют приём антитезы. С одной стороны у Иоанна Предтечи целая палитра добродетелей: смирение, любовь к Богу и людям, молитва, пост, нищета, строгий образ жизни, чистота помыслов, твердое стояние в истине, дар пророчества, девство; а с другой стороны у семьи Ирода набор греховных поступков и порочный образ жизни: гордость, злоба, любовь к временной жизни, пьянство, танцы, невоздержание, безумные клятвы, роскошь и богатство, ложь, блуд. Величайший пророк Иоанн умирает ради истины, а беззаконник Ирод убивает ради лжи праведника.

## Богослужебное почитание

### Православная церковь

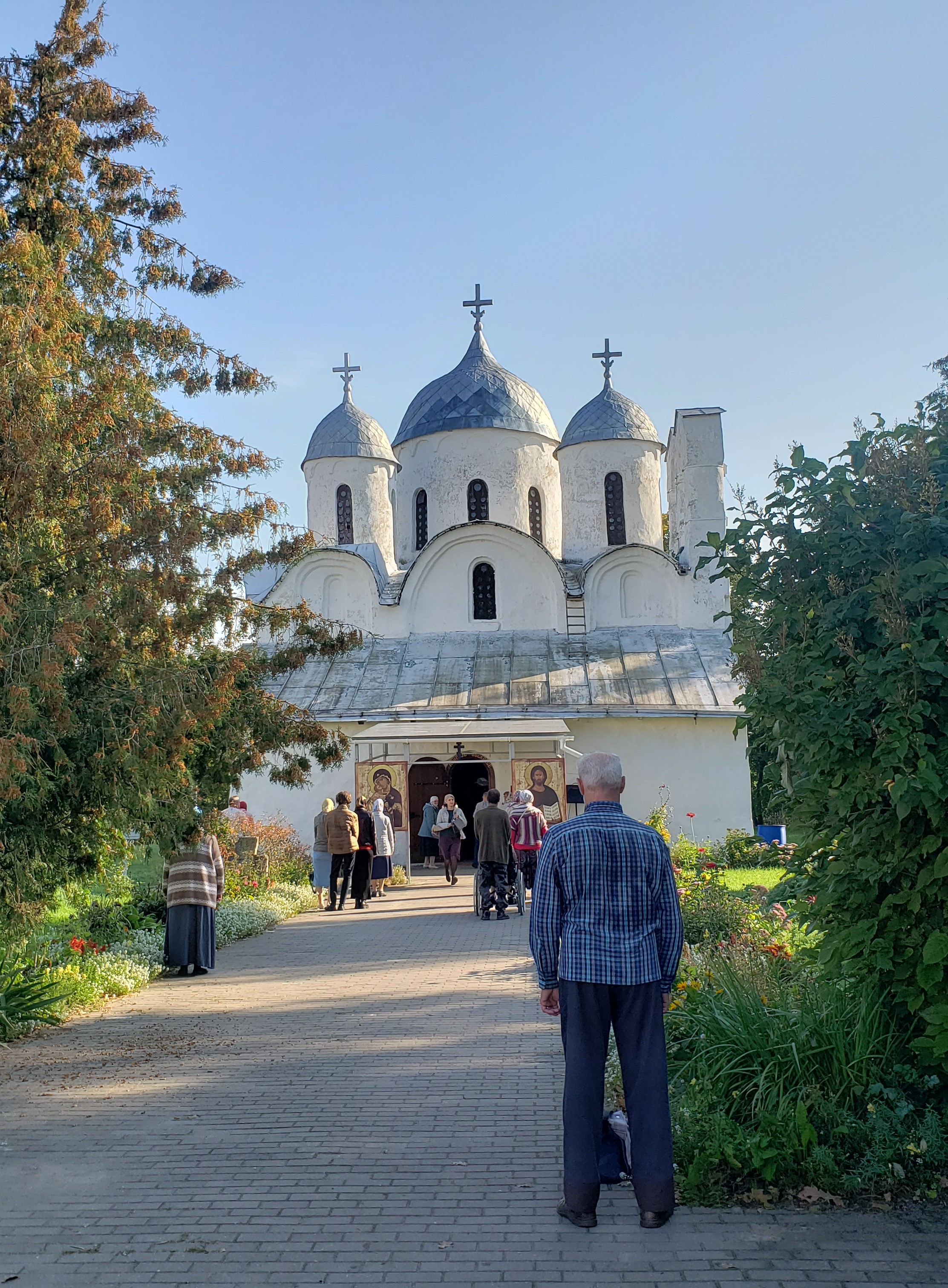
Прихожане перед собором Рождества Иоанна Предтечи в Пскове в день праздника

В Русской православной церкви Усекновение главы Иоанна Предтечи относится к числу Великих праздников (не будучи двунадесятым праздником) и празднуется 29 августа (11 сентября). В какой бы день недели этот праздник ни попадал, включая воскресенье, этот день всегда в Православной церкви в память о великом постнике Иоанне (который питался в пустыне только акридами и диким мёдом и вёл суровый образ жизни) является днём строгого поста, запрещено есть не только мясную и молочную пищу, но даже рыбу.
Полное название праздника в богослужебных книгах Православной церкви: Усекнове́ние честны́я главы́, честна́го сла́внаго Проро́ка, Предте́чи и Крести́теля Иоа́нна (др.-греч. Μνήμη τῆς ἀποτομῆς τῆς τιμίας Κεφαλῆς τοῦ ἁγίου, ἐνδόξου Προφήτου, Προδρόμου καὶ Βαπτιστοῦ Ἰωάννου).
Накануне праздника вечером служится Всенощное бдение. Стихиры праздника были написаны гимнографами: Иоанном монахом, Германом. На Великой вечерне читаются три паремии (Ис. 40:1—3, 9; 41:17, 18; 45:8; 48:20, 21; 54:1, Мал. 3:1—3, 5—7, 12, 18, 17; 4:4—6, Прем. 4:7, 16, 17, 19, 20; 5:1—7), в которых, по мнению Церкви, содержатся пророчества о Иоанне Крестителе. На утрене служится полиелей и читается праздничное 57-е зачало Евангелия от Матфея (Мф. 14:1—13). В VIII веке Иоанн Дамаскин написал канон этого праздника, второй канон написан Андреем Критским. На литургии читается апостольское и евангельское чтение, посвящённые Усекновению главы Иоанна Предтечи: 33-е зачало Деяний святых апостолов (Деян. 13:25—32) и 24-е зачало Евангелия от Марка (Мр. 6:14—30).
|                                                                                    | На греческом | На церковнославянском(транслитерация) | На русском |
| ---------------------------------------------------------------------------------- | --- | --- | --- |
| Тропарь праздника, глас 2 (Ἦχος β)                                                 | Μνήμη Δικαίου μέτ' ἐγκωμίων, σοὶ δὲ ἀρκέσει ἡ μαρτυρία τοῦ Κυρίου Πρόδρομε· ἀνεδείχθης γὰρ ὄντως καὶ Προφητῶν σεβασμιώτερος, ὅτι καὶ ἐν ῥείθροις βαπτίσαι κατηξιώθης τὸν κηρυττόμενον. Ὅθεν τῆς ἀληθείας ὑπεραθλήσας, χαίρων εὐηγγελίσω καὶ τοῖς ἐν ᾍδῃ, Θεὸν φανερωθέντα ἐν σαρκί, τὸν αἴροντα τὴν ἁμαρτίαν τοῦ κόσμου, καὶ παρέχοντα ἡμῖν τὸ μέγα ἔλεος.                                     | Па́мять пра́веднаго с похвала́ми, тебе́ же довле́ет свиде́тельство Госпо́дне, Предте́че: показа́л бо ся еси́ вои́стинну и проро́ков честне́йший, я́ко и в струя́х крести́ти сподо́бился еси́ Пропове́даннаго. Те́мже за и́стину пострада́в, ра́дуяся, благовести́л еси́ и су́щим во а́де Бо́га, я́вльшагося пло́тию, взе́млющаго грех ми́ра и подаю́щаго нам ве́лию ми́лость.                  | Память праведника чтится похвалами, тебе же довольно свидетельства Господня, Предтеча, ведь явился ты поистине из пророков славнейшим, ибо удостоился в струях крестить Проповеданного. Потому за истину пострадав с радостью, благовествовал ты и находящимся во аде Бога, явившегося во плоти, подъемлющего грех мира и подающего нам великую милость.                                   |
| 2-я Стихира праздника с «Господи воззвах» на Великой вечерне, глас 6 (Ἦχος πλ. β') | Ὠρχήσατο ἡ μαθήτρια, τοῦ παμπονήρου διαβόλου, καὶ τὴν κεφαλήν σου Πρόδρομε, μισθὸν ἀφείλετο. Ὢ συμποσίου πλήρους αἱμάτων! Εἴθε μὴ ὤμοσας Ἡρῴδη ἄνομε, ψεύδους ἔκγονε, εἰ δὲ καὶ ὤμοσας, μὴ εὐώρκησας· κρεῖττον γὰρ ψευσάμενον ζωῆς ἐπιτυχεῖν, καὶ μὴ ἀληθεύσαντα, τὴν κάραν τοῦ Προδρόμου ἀποτεμεῖν. Ἀλλ' ἡμεῖς τὸν Βαπτιστήν, ὡς ἐν γεννητοῖς γυναικῶν μείζονα, ἐπαξίως τιμῶντες μακαρίζομεν. | Пляса́ учени́ца вселука́ваго диа́вола и главу́ твою́, Предте́че, мзду́ взят. О, пи́ра, испо́лнена крове́й! Лу́чше бе не кля́тися, И́роде беззако́ние, лжи вну́че. А́ще ли же и кля́лся еси́, но не о до́бре кля́лся: лу́чше бе солга́вшу жизнь получи́ти, не́же исти́нствовавшу главу́ Предте́чеву усе́кнути. Но мы Крести́теля, я́ко в рожде́нных жена́ми бо́льша, досто́йно чту́ще, ублажа́ем. | Сплясала ученица всезлобного диавола и главу твою, Предтеча, в награду взяла. О, пир, полный крови! О если бы не поклялся ты, Ирод беззаконный, лжи порождение! Но если и поклялся, то не сдержал бы клятвы: ведь лучше было бы солгав, жизни достичь, чем сделав, как обещал, главу Предтечи отсечь. Но мы Крестителя, как среди рожденных женами большего, достойно почитая, восхваляем. |
| Кондак праздника, глас 5 (Ἦχος πλ. α')                                             | Ἡ τοῦ Προδρόμου ἔνδοξος ἀποτομή, οἰκονομία γέγονέ τις θεϊκή, ἵνα καὶ τοῖς ἐν ᾍδῃ τοῦ Σωτῆρος κηρύξῃ τὴν ἔλευσιν· θρηνείτω οὖν Ἡρῳδιάς, ἄνομον φόνον αἰτήσασα· οὐ νόμον γὰρ τὸν τοῦ Θεοῦ, οὐ ζῶντα αἰῶνα ἠγάπησεν, ἀλλ' ἐπίπλαστον πρόσκαιρον. | Предте́чево сла́вное усекнове́ние смотре́ние бысть не́кое Боже́ственное, да и су́щим во а́де Спа́сово пропо́весть прише́ствие. Да рыда́ет у́бо Ироди́я, беззако́нное уби́йство испроси́вши: не зако́н бо Бо́жий, ни живы́й век возлюби́, но притво́рный, привре́менный. | Предтечи славное усекновение произошло по некоему Божественному замыслу, чтобы он и пребывавшим во аде возвестил о пришествии Спасителя. Да восплачет же Иродиада, беззаконное убийство испросившая: ведь не закон она Божий возлюбила, не вечную жизнь, но обманчивую и временную. |

День усекновения главы Иоанна Крестителя в Русской православной церкви — это день поминовения чад-воинов, которые подвизались за истину и добро и жизнь свою положили за своё Отечество. Поминовение было установлено в 1769 году во время войны с Турцией и войны в Польше.

## Иконография
В центре икон «Усекновение главы Иоанна Предтечи» является фигура Иоанна. Обычно он изображён смиренно согнувшимся, со связанными руками. Рядом воин с занесённым над Иоанном обнажённым мечом. Возле ног Иоанна — чаша, в которой находится его голова, обрамлённая нимбом. Иоанн может быть представлен при этом как с головой, так и уже без головы. Поза воина, при буквальном прочтении иконы, больше соответствует положению перед отсечением головы, а не после: что меч ещё только занесён над головой, а не сечёт вниз.
На заднем плане бывают изображены здания и горы. Здания можно понимать и буквально, и иносказательно, указывая на горний Иерусалим как на духовное наследие праведников. В то же время горы можно читать и как часть пейзажа, и как символ духовного восхождения. Иногда отсечённая голова изображается на фоне чёрной пещеры, которая выделяется в нижней части горы. В этом можно видеть указание на ад, куда после смерти сошла душа Иоанна. Композиция бывает усложнена включением в неё изображений других исторических лиц.